# Województwo łódzkie (1945–1975)

Województwo w latach 1946–1950

Województwo łódzkie 1945–1975 – jednostka administracyjna Polskiej Rzeczypospolitej Ludowej istniejąca w latach 1945–1975 ze stolicą w Łodzi, która stanowiła osobną jednostkę stopnia wojewódzkiego. Powstała poprzez reaktywację 22 sierpnia 1944 r. dekretem Polskiego Komitetu Wyzwolenia Narodowego z dnia 21 sierpnia 1944 r. o trybie powołania władz administracji ogólnej I i II instancji przedwojennego województwa łódzkiego. 18 sierpnia 1945 wydzielono z województwa łódzkiego miasto Łódź, które stało się miastem na prawach województwa. Pierwszym powojennym wojewodą został Jan Dąb-Kocioł.

## Ludność
| Data                         | Liczba mieszkańców | Liczba mieszkańców | Liczba mieszkańców  |
| Data                         | ogółem             | miejska (%)        | wiejska (%)         |
| ---------------------------- | ------------------ | ------------------ | ------------------- |
| 14 II 1946 (spis sumaryczny) | 1 772 420          | 364 326 (20,56%)   | 1 408 094 (79,44%)  |
| 3 XII 1950 (spis powszechny) | 1 453 431          | 385 379 (26,52%)   | 1 068 052 (73,48%)  |
| 31 XII 1956                  | 1586 tys.          | 459 tys. (28,9%)   | 1127 tys. (71,1%)   |
| 1959                         | 1622 tys.          | b.d. (31%)         | b.d. (69%)          |
| 6 XII 1960 (spis powszechny) | 1 595 021          | 503 805 (31,59%)   | 1 091 216 (68,41%)  |
| 1962                         | 1641,1 tys.        | b.d. (32%)         | b.d. (68%)          |
| 31 XII 1963                  | 1651 tys.          | 545 tys. (33%)     | 1106 tys. (33%)     |
| 31 XII 1965                  | 1665,2 tys.        | b.d.               | b.d.                |
| 1967                         | 1675,6 tys.        | b.d.               | b.d.                |
| 31 XII 1968                  | 1684 tys.          | 585 tys. (34,7%)   | 1099 tys. (65,3%)   |
| 8 XII 1970 (spis powszechny) | 1 669 735          | 595 475 (35,66%)   | 1 074 260 (64,34%)  |
| 31 XII 1971                  | 1673,7 tys.        | 604,7 tys. (36,1%) | 1069 tys. (63,9%)   |
| 31 XII 1972                  | 1677,6 tys.        | 613,9 tys. (36,6%) | 1063,7 tys. (63,4%) |
| 31 XII 1973                  | 1674 tys.          | 612 tys. (36,5%)   | 1062 tys. (63,5%)   |
| 31 XII 1974                  | 1682 tys.          | 623 tys. (37%)     | 1059 tys. (63%)     |

## Podział administracyjny

### 1946
| Powiat         | Powierzchnia (km²) | Liczba ludności 14 II 1946 | Liczba ludności 14 II 1946 |
| Powiat         | Powierzchnia (km²) | ogółem                     | na km²                     |
| -------------- | ------------------ | -------------------------- | -------------------------- |
| brzeziński     | 1095               | 119 570                    | 109                        |
| konecki        | 1619               | 125 641                    | 78                         |
| kutnowski      | 922                | 98 311                     | 107                        |
| łaski          | 1390               | 144 798                    | 104                        |
| łęczycki       | 1317               | 112 147                    | 85                         |
| łowicki        | 1258               | 107 502                    | 85                         |
| łódzki         | 755                | 90 277                     | 120                        |
| opoczyński     | 1773               | 128 332                    | 72                         |
| piotrkowski    | 2073               | 193 788                    | 93                         |
| radomszczański | 2149               | 174 771                    | 81                         |
| rawski         | 1327               | 92 098                     | 69                         |
| sieradzki      | 1618               | 140 022                    | 87                         |
| skierniewicki  | 831                | 68 943                     | 83                         |
| wieluński      | 2107               | 176 220                    | 84                         |

### 1973
Źródło:
| Powiat                         | Powierzchnia (km²) | Liczba ludności 31 XII 1972 | Liczba ludności 31 XII 1972 | Miasta | Miasta                                            | Gminy | Siedziba             |
| Powiat                         | Powierzchnia (km²) | ogółem (tys.)               | na km²                      | ogółem | w tym posiadające wspólną radę narodową z gminami | Gminy | Siedziba             |
| ------------------------------ | ------------------ | --------------------------- | --------------------------- | ------ | ------------------------------------------------- | ----- | -------------------- |
| bełchatowski                   | 734                | 48,1                        | 66                          | 1      | 0                                                 | 6     | Bełchatów            |
| brzeziński                     | 1018               | 93,3                        | 92                          | 3      | 1                                                 | 10    | Brzeziny             |
| kutnowski                      | 975                | 111,2                       | 114                         | 3      | 1                                                 | 11    | Kutno                |
| łaski                          | 1156               | 91                          | 79                          | 2      | 0                                                 | 10    | Łask                 |
| łęczycki                       | 982                | 96,2                        | 98                          | 2      | 0                                                 | 9     | Łęczyca              |
| łowicki                        | 1222               | 108,8                       | 89                          | 2      | 0                                                 | 11    | Łowicz               |
| łódzki                         | 954                | 115,8                       | 121                         | 3      | 0                                                 | 9     | Łódź                 |
| Pabianice (miejski)            | 25                 | 64,4                        | 2610                        | 1      | nd.                                               | nd.   | Pabianice            |
| pajęczański                    | 911                | 60,5                        | 66                          | 1      | 0                                                 | 9     | Pajęczno             |
| piotrkowski                    | 1303               | 97,3                        | 75                          | 1      | 0                                                 | 12    | Piotrków Trybunalski |
| Piotrków Trybunalski (miejski) | 40                 | 61,8                        | 1551                        | 1      | nd.                                               | nd.   | Piotrków Trybunalski |
| poddębicki                     | 878                | 49,9                        | 57                          | 2      | 1                                                 | 7     | Poddębice            |
| radomszczański                 | 1561               | 136,2                       | 87                          | 1      | 0                                                 | 14    | Radomsko             |
| rawski                         | 1318               | 84,9                        | 64                          | 3      | 2                                                 | 10    | Rawa Mazowiecka      |
| sieradzki                      | 1402               | 110,3                       | 79                          | 4      | 3                                                 | 11    | Sieradz              |
| skierniewicki                  | 868                | 81,4                        | 94                          | 1      | 0                                                 | 7     | Skierniewice         |
| Tomaszów Mazowiecki (miejski)  | 20                 | 56,4                        | 2813                        | 1      | nd.                                               | nd.   | Tomaszów Mazowiecki  |
| wieluński                      | 1207               | 100,8                       | 84                          | 2      | 1                                                 | 13    | Wieluń               |
| wieruszowski                   | 478                | 34                          | 71                          | 1      | 0                                                 | 6     | Wieruszów            |
| Zduńska Wola (miejski)         | 15                 | 30                          | 2050                        | 1      | nd.                                               | nd.   | Zduńska Wola         |
| Zgierz (miejski)               | 31                 | 45                          | 1480                        | 1      | nd.                                               | nd.   | Zgierz               |

## Władze

### Wojewodowie łódzcy (1945-1950)
- Jan Dąb-Kocioł (od 25 lutego 1945 do 6 lutego 1947)
- Piotr Szymanek (od 8 marca 1947 do 26 maja 1950)

Reforma administracyjna z 1950 roku zniosła m.in. stanowisko wojewody i przeniosła jego kompetencje na wojewódzkie rady narodowe. Odpowiednikiem wojewody w tym okresie był przewodniczący Prezydium Wojewódzkiej Rady Narodowej.

### Przewodniczący Prezydiów WRN w Łodzi (1950-1973)
- Franciszek Grochalski (od 26 maja 1950 do 17 kwietnia 1952)
- Julian Horodecki (od 17 kwietnia 1952 do 30 września 1957)
- Piotr Szymanek (od 30 września 1957 do 29 października 1959)
- Franciszek Grochalski (od 29 października 1959 do 1 listopada 1967)
- Czesław Sadowski (od 28 grudnia 1967 do 5 października 1971)
- Roman Malinowski (od 5 października 1971 do 15 grudnia 1973)

Kolejna reforma administracyjna z 1973 roku przywróciła urząd wojewody.

### Wojewodowie łódzcy (1973-1975)
- Roman Malinowski (od 15 grudnia 1973 do 31 maja 1975)